# Муниципальное образование «Зоны»
Зонское сельское поселение — муниципальное образование со статусом сельского поселения в
Аларском районе Иркутской области России. Административный центр — посёлок Зоны.

## Демография
По результатам Всероссийской переписи населения 2010 года
численность населения муниципального образования составила 912 человек, в том числе 444 мужчины и 468 женщин.
| 2010 | 2011 | 2012 | 2013 | 2014 | 2015 | 2016 |
| ---- | ---- | ---- | ---- | ---- | ---- | ---- |
| 912  | ↘909 | ↘888 | ↘855 | ↘827 | ↗832 | ↘826 |
| 2017 |      |      |      |      |      |      |
| ↘807 |      |      |      |      |      |      |

## Состав сельского поселения
| № | Населённый пункт | Тип населённого пункта       | Население |
| - | ---------------- | ---------------------------- | --------- |
| 1 | Бурятская        | деревня                      | ↘219      |
| 2 | Вершина          | деревня                      | ↘47       |
| 3 | Зоны             | село, административный центр | ↘591      |
| 4 | Шастина          | деревня                      | ↗31       |

### Упразднённые населённые пункты
- деревни Крыловская[9], Завидная[10].